# Ана Вучковић Денчић
Ана Вучковић Денчић (Београд, 16. новембар 1984) српска је списатељица, новинарка и сценаристкиња. Ауторка је четири романа и две збирке прича.

## Биографија
Основну школу је похађала на Звездари, а образовање је наставила у Четрнаестој београдској гимназији. Студирала је драматургију на Факултету драмских уметности, а затим и похађала мастер студије филмологије на истом факултету.
Њена ауторска каријера почела је у раном детињству, када је са 15 година (1999) добила Награду Борислав Пекић за најбољу кратку причу под називом Љуљашка. Њене књиге се одликују многобројним појмовима из поп културе, које само вешти познаваоци могу комплетно да разумеју. За књиге које је написала карактеристичне су многобројне приче из њеног детињства и пубертета, у којима се сви барем у неку руку препознајемо.
Поред писања књига, Ана је и новинар Радио Београда. Теме о којима најчешће извештава везане су за филм, позориште и културне догађаје. Ауторка је колумни за дигитално и штампано издање Сити магазина. Уређивала је и водила неколико емисија на Радио Апарату, интернет радио-станици насталој крајем 2016. године.

## Дела

### Романи
- Епоха липса јуче (2003)
- (2004)
- Сурфинг Србија (2012)[4]
- (2019)[5]

### Збирке прича
- Плишани солитер (2007)
- Базен (2024)[6]

## Награде и признања
| Награда                                 | Година | Дело                   | Исход      | Изв.  |
| --------------------------------------- | ------ | ---------------------- | ---------- | ----- |
| Награда Борислав Пекић за младе таленте | 1999.  | Љуљашка (кратка прича) | Освојено   | [ 7 ] |
| НИН-ова награда                         | 2003.  | Епоха липса јуче       | Номинација | [ 8 ] |
| НИН-ова награда                         | 2019.  |                        | Номинација | [ 9 ] |
| Награда Исидора Секулић                 | 2007.  | Плишани солитер        | Номинација | [ 7 ] |